# Viktorija Burenok
Viktorija Vasylivna Burenok (in ucraino Вікторія Василівна Буренок?; Kramators'k, 4 ottobre 1965) è un'ex cestista ucraina, fino al 1991 sovietica.

## Carriera
Con l'Ucraina ha disputato i Giochi olimpici di Atlanta 1996 e quattro edizioni dei Campionati europei (1995, 1997, 2001, 2003).